# 페르난도 데 라 루아
페르난도 데 라 루아(스페인어: Fernando de la Rúa, 1937년 9월 15일~2019년 7월 9일)는 아르헨티나의 정치가이다. 1983년 라디칼 당 대선 후보 경선에서 패한 뒤, 부에노스아이레스 민선시장을 지냈다. 1999년 야당연합 후보로 대통령으로 당선됐다. 2000년 국제구제금융 지원 요청 후 사퇴했다.

## 생애
1937년 코르도바에서 태어나 코르도바 법과대학교를 졸업했다. 21세 때 변호사로 사회에 첫발을 내디딘 뒤, 행정부 내무관리를 거쳐 온건 좌파인 라디칼당에 몸담으면서 정계에 뛰어들었다.
1973년 라디칼당 소속 연방 상원의원에 당선됐고, 1983년에는 당내 대통령 선거 후보 경선에서 라울 알폰신(Raul Alfonsin) 전 대통령과 맞섰으나 패했다.
1996년 부에노스아이레스의 첫 민선 시장 선거에서 여당 후보를 물리치고 당선되면서 다시 정계의 중심인물로 부각됐고, 시장 재임 중 부정부패 척결과 재정적자 해결 등으로 정치적 입지를 다졌다. 1999년 10월 야당연합 후보로 대통령 선거에 나서 집권 페론당의 에두아르도 두알데(Eduardo Duhalde) 후보를 누르고 대통령에 당선되었다.
중도적인 정치 성향을 띤 인물로서 재임 중 재정적자 감축과 높은 실업률 해소 및 부정부패 척결을 주요 과제로 삼아 정책을 추진했다. 그러나 라울 알폰신 전 대통령과의 갈등과 긴축정책에 대한 국민의 반발 등으로 사회가 불안해지고 강력히 추진하던 경제정책마저 실패로 돌아가면서, 2000년 12월 IMF에 397억 달러의 구제금융 지원을 요청했다. 그리고 이듬해 말 국가 디폴트(채무불이행)를 선언하게 되자, 결국 2년 만에 대통령직에서 사퇴했다. 정의당의 에두아르도 두알데가 대통령직을 승계했다.

## 역대 선거 결과
| 선거명      | 직책명              | 대수 | 정당         | 득표율 | 득표수      | 결과 | 당락 |
| ----------- | ------------------- | ---- | ------------ | ------ | ----------- | ---- | ---- |
| 1999년 선거 | 아르헨티나의 대통령 | 42대 | 급진시민연합 | 48.37% | 9,167,220표 | 1위  |      |